# Alexei Iwanowitsch Daschkow
Alexei Iwanowitsch Daschkow (russisch Алексей Иванович Дашков; † 31. Märzjul. / 11. April 1733greg.) war ein russischer Diplomat.

## Leben
Daschkow war ein Nachkomme des Daniel Daschkow, der zu Beginn des 16. Jahrhunderts aus der Großen Horde an der unteren Wolga nach Moskau kam und sich taufen ließ. In seiner Jugend war Alexei Daschkow Seneschall der Zarin Praskowja Fjodorowna (ca. 1682). 1699 nahm er an der Gesandtschaft Andrei Artamonowitsch Matwejews in die Niederlande teil. Mit seiner Kenntnis der lateinischen und deutschen Sprache wurde er 1704 zur weiteren Ausbildung beim Gesandten Johann Reinhold von Patkul an den polnisch-sächsischen Hof geschickt. Im Jahr darauf wurde er zum Aufseher beim englischen Botschafter ernannt. Schließlich war er 1708–1712 und 1715–1716 Gesandter beim Großhetman der polnischen Krone Adam Mikołaj Sieniawski und 1712–1715 beim König von Sachsen-Polen August II. Er stand in ständigem Kontakt mit  Alexander Danilowitsch Menschikow, Dmitri Michailowitsch Golizyn und Peter Pawlowitsch Schafirow.
Von 1718 bis 1723 war Daschkow Botschafter am osmanischen Hof als Nachfolger Pjotr Andrejewitsch Tolstois. 1723 schloss er nach dem Russisch-Persischen Krieg den Vertrag zum ewigen Frieden mit der osmanischen Regierung ab zur Festlegung der Grenzen zwischen dem Russischen Reich, dem Osmanischen Reich und Persien. Sein Nachfolger als Botschafter in Konstantinopel war Iwan Iwanowitsch Nepljujew.
Zurück in St. Petersburg war Daschkow bis 1727 Generalpostdirektor. 1730 am Tag der Krönung Anna Ioannownas wurde er zum Geheimen Rat (3. Rangklasse) ernannt. Er beteiligte sich an der Bewegung zur Begrenzung der Macht Anna Ioannownas und unterschrieb die Petition Alexei Michailowitsch Tscherkasskis.
Daschkow war verheiratet mit Praskowja Danilowna Menschikowa, der Schwester Alexander Danilowitsch Menschikow, während er nach Daten der Aktenbücher Moskaus mit Praskowja Danilowna Tatischtschewa verheiratet war, Schwester Alexei Danilowitsch Tatischtschews und Tochter Danijil Michailowitsch Tatischtschews. deren Haus schließlich Pjotr Iwanowitsch Panin erbte.